# Seo Dong-jin
Seo Dong-jin es un sociólogo de surcoreano, crítico cultural y profesor universitario. Fue uno de los primeros activistas principales de la asociación coreana de derechos humanos de hombres homosexuales Chingusai. Además de sus actividades, introdujo la teoría queer en Corea y tuvo un papel central en la aparición de reuniones LGBTQ + en universidades coreanas.
Se define a sí mismo como un "intelectual homosexual progresista que exige una vida mejor para lesbianas y gays". A través de la publicación de sus interrogatorios y observaciones, quiere que los miembros de las minorías sexuales encuentren empatía y se sientan menos excluidos en la sociedad coreana.

## La figura pública que aparecerá en los principales medios de comunicación de Corea del Sur
Seo Dong-jin inventó el término "transformar la cultura Nakwon-dong", refiriéndose al oscuro barrio gay de Nagwon-dong, Jongro-gu en Seúl.
En este momento, un estudiante de la Escuela de Graduados de Sociología en la Universidad de Yonsei, Seo Dong-Jin decidió en marzo de 1995 publicar en la revista estudiantil un simple anuncio con el motivo de encontrar otros homosexuales "como él" y crear un reunirse para discutir, compartir experiencias juntos.
Especificará después que, al crear una reunión en la universidad, quería superar el aspecto "guetoizado" de lo que se llamaba la comunidad gay "Nagwon-dong", demasiado sexualizada y para desarrollar la homosexualidad. identidad al cuestionar cuestiones importantes como los derechos humanos de los homosexuales. A la Universidad de Yonsei, la primera universidad en conseguir tal reunión, le siguió dos meses después la Universidad Nacional de Seúl y la creación de "Maeum 001 (마음 001)", el número "001" representa el porcentaje del reconocimiento de los derechos humanos de los homosexuales en la sociedad coreana.
También fue parte de la primera aparición de una comunidad homosexual en televisión. El 15 de diciembre de 1995, en "Come Together" de KBS, decidió salir en televisión con otros miembros de la reunión LGBTQ + de la Universidad de Yonsei para no solo discutir el rechazo de los homosexuales sino también para luchar contra el estigma que vincula la homosexualidad y el VIH. en la sociedad coreana.